# Åsebo tjärn
Åsebo tjärn är en sjö i Svenljunga kommun i Västergötland och ingår i Ätrans huvudavrinningsområde.